# Tréné-See
Der Tréné-See (früher auch Trewe) ist ein See in der Provinz Mayo-Kebbi Ouest im Südwesten des Tschad etwa 25 km östlich der Grenze zu Kamerun.

## Beschreibung
Der See wird vom Mayo Kébbi gespeist, der unweit von Léré nach dem Verlassen des kleineren Tréné-Sees in den größeren Léré-See mündet.
Wie der Léré-See liegt der Tréné-See in dem Wildtierreservat Binder-Léré. Beide Seen werden befischt und in ihrem Schwemmland wird Reis angebaut.